# گریگور آقایان
گریگور آقاسو آقایان (ارمنی: Գրիգոր Աղասու Աղայան؛  زادهٔ ۲۷ دسامبر ۱۹۵۵- درگذشته ۷ ژوئیهٔ ۲۰۰۵) پزشک اهل ارمنستان بود.

## زندگی‌نامه
وی در ۲۷ دسامبر ۱۹۵۵ در ایروان به دنیا آمد و از دانشگاه پزشکی دولتی ایروان فارغ‌التحصیل گشت. همچنین برندهٔ جوایزی همچون مدال مخیتار هراتسی (۲۰۰۳) شده است. وی در ۷ ژوئیهٔ ۲۰۰۵ در سن ۴۹ سالگی در ایروان درگذشت.

## یادداشت
1. ↑  բժշկական գիտությունների դոկտոր